# 明基夫齊 (杜納伊夫齊區)
48°51′14″N 27°6′27″E / 48.85389°N 27.10750°E
明基夫齊（烏克蘭語：Миньківці）是位於烏克蘭西部赫梅利尼茨基州裏卡緬涅茨-波多利斯基區的杜納伊夫齊市鎮的村莊，始建於1407年，面積4.18平方公里，海拔高度177米，人口900。